# Taphraster
Taphraster is een geslacht van uitgestorven zee-egels uit de familie Pseudholasteridae.

## Verspreiding en leefgebied
Vertegenwoordigers van dit geslacht leefden tijdens het Vroeg-Krijt (Neocomien) in Zwitserland.